# Sante De Sanctis
Sante De Sanctis (Parrano, 7 febbraio 1862 – Roma, 20 febbraio 1935) è stato uno psichiatra e psicologo italiano, può essere considerato uno dei fondatori della psicologia e della neuropsichiatria infantile italiana.

## Biografia
Si laureò in Medicina e Chirurgia all'Università la Sapienza di Roma con una tesi sulle afasie nell'anno accademico 1885/86. Iniziò a lavorare nel 1891 presso il laboratorio romano di anatomia patologica di S. Maria della Pietà. In quegli anni si recò a Zurigo e a Parigi per perfezionare i suoi studi psichiatrici.
Aiuto nel 1892 della Clinica psichiatrica romana, si applicò alle ricerche sul sogno e il sonno. Nel 1896 pubblicò "I sogni e il sonno nell'isterismo e nell'epilessia" seguito da "I sogni: studi clinici e psicologici di un alienista" (1899) citato nel trattato “L'interpretazione dei sogni”da Sigmund Freud, nonché da Théodule Ribot e Carl Gustav Jung. Unitamente a Giuseppe Ferruccio Montesano ed a Maria Montessori, furono i fondatori della psichiatria infantile italiana.
De Sanctis nel 1898 chiese la libera docenza, che gli fu respinta nel 1901 dal Consiglio Superiore della Pubblica Istruzione (relatore Cantoni), sebbene fosse appoggiato dalla commissione di facoltà (composta da Barzellotti, Turbiglio e Labriola). La motivazione principale, secondo la commissione, fu che la psicologia dovesse essere trattata da un filosofo e non da un fisiologo o psichiatra. Nel dicembre dello stesso anno, in ogni caso, il ministro della Pubblica Istruzione Nasi gli concesse ugualmente la libera docenza.
Nel 1906 ottenne a Roma, all'interno della facoltà di Medicina, una delle tre prime cattedre di Psicologia Sperimentale. Dal 1906 al 1930 diresse l'Istituto di Psicologia della facoltà di Medicina dell'Università di Roma.
Tra il 1929 e il 1930 lavorerà al trattato in due volumi di Psicologia sperimentale, opera di grande impegno scientifico e sistematicità.
L'impegno per l'infanzia affetta da handicap rimase costante per tutta la vita. Ad essa dedicò studi monografici (L'educazione dei deficienti, 1915) ed originali soluzioni istituzionali, come gli "asili-scuola" per l'assistenza e il recupero sociale dei fanciulli e degli adolescenti poveri e minorati psichici in ambiente extraospedaliero (1899). Fondò il primo reparto di Neuropsichiatria Infantile in Italia, disciplina di cui - nella Penisola - può essere considerato il padre.

## L'opera
- De Sanctis S. (1899a), I sogni. Studi clinici e psicologici di un alienista, Bocca, Torino.
- De Sanctis S. (1899b), La cura e l'educazione dei fanciulli deficienti col sistema degli educatorii, prima relazione (semestrale) sull'asilo-scuola per fanciulli deficienti di povera condizione, Roma.
- De Sanctis S. (1900a), I fondamenti scientifici della psicopatologia. Lezione I: Il fondamento biologico, Rivista di Scienze Biologiche, 2 (1-2), 55-77.
- De Sanctis S. (1900b), I fondamenti scientifici della psicopatologia. Lezione II: Il fondamento anatomofisiologico, Rivista di Scienze Biologiche, 2 (6-7), 463-478.
- De Sanctis S. (1901), Sulla classificazione delle psicopatie, relazione letta all'XI Congresso della Società freniatrica italiana, Ancona, 29 settembre - 3 ottobre.
- De Sanctis S. (1904), La mimica del pensiero, Sandron, Palermo.
- De Sanctis S. (1910), Patologia e profilassi mentale, in A. Tamburini (a cura di), Trattato di medicina sociale, Vallardi, Milano.
- De Sanctis S. (1911), Su di un nuovo procedimento per lo studio del lavoro mentale, Rivista di Psicologia, 5, Bologna, 216-217.
- De Sanctis S. (1919), Psicologia della vocazione, Rivista di Psicologia, 15.
- De Sanctis S. (1922), La psicotecnica contemporanea, in Atti del III Convegno degli Psicologi Italiani, Napoli, 1922 [ripubblicato in Difesa sociale, 1922].
- De Sanctis S. (1925), Neuropsichiatria infantile. Patologia e diagnostica, Stock, Roma.
- De Sanctis S. (1925), La conversione religiosa, Zanichelli, Bologna. Rist. Anas. Pitagora Editrice, Bologna, 1986
- De Sanctis S. (1929-1930), Psicologia sperimentale, 2 voll., Stock, Roma.
- De Sanctis S. (1933), La Psicopatologia di ieri, di oggi e di domani, Rassegna di Studi Psichiatrici, 22 (2), 183-205.
- De Sanctis S. (1934a), Guida pratica alla Semeiotica neuro-psichiatrica dell'età evolutiva, Bardi, Roma.
- De Sanctis S. (1934b), Psicologia e psicopatologia, Rivista di Psicologia, vol. 30 (1), 1-12.